# Pyrolant
Pyrolant  (englisches Kunstwort aus griech. pyr = Feuer) beschreibt energetische Materialien, die beim Abbrand sehr heiße Flammen liefern.
Pyrolante sind metallbasierte pyrotechnische Sätze mit einem beliebigen Oxidationsmittel.
Der Ausdruck pyrolant wurde ursprünglich 1992 von Kuwahara in einem Aufsatz über Magnesium/Teflon/Viton geprägt, um zwischen solchen Formulierungen, die als Treibsätze (engl.= propellants) fungieren, und solchen, die lediglich eine heiße Flamme liefern und sich nicht notwendigerweise als Treibsatz eignen, unterscheiden zu können.
Ein ähnlicher Ausdruck im Englischen ist der Ausdruck propellant, der entweder chemisch einheitliche oder zusammengesetzte Systeme beschreibt, die als Treibsätze eingesetzt werden können.
Metallbasierte pyrotechnische Sätze, also "pyrolants", sind generell durch eine sehr hohe Abbrandtemperatur (> 2000 K) und hohe Anteile kondensierter Reaktionsprodukte wie z. B. Metalloxide und -fluoride sowie Ruß unter Gleichgewichtsbedingungen charakterisiert.
Typische Pyrolante werden als Anzünd- (Zr/{\displaystyle BaCrO_{\mathrm {4} }}), Leucht-(Mg/{\displaystyle NaNO_{\mathrm {3} }}) und Täuschkörpersätze verwendet (Mg/{\displaystyle (C_{\mathrm {2} }F_{\mathrm {4} })_{\mathrm {n} }}); siehe z. B. MTV.
Eine Untergruppe der Pyrolante bilden die Koruskative bzw. Koruskativstoffe. Fritz Zwicky hat den Ausdruck Koruskativ von lat. coruscare = sich verzehren entlehnt und beschreibt damit binäre Stoffsysteme, welche zu exothermer Legierungsbildung bzw. Metathesereaktionen befähigt sind.